# 毛叶樟
毛叶樟（学名：Cinnamomum mollifolium）是樟科樟属的植物，是中国的特有植物。分布在中国大陆的云南等地，生长于海拔1,100米至1,300米的地区，多生长在疏林中、路边以及樟茶混生林中，目前尚未由人工引种栽培。

## 别名
罗木来、中沙海、中俄、中朗俄、中朗（云南西双版纳傣语） 香茅樟、毛叶芳樟（云南经济植物）